# International Water Association
International Water Association (IWA) är en internationell, oberoende och icke-vinstinriktad organisation vars syfte är att täcka alla aspekter av vattnets kretslopp. Organisationen har sitt huvudkontor i London, med globalt sekretariat i Haag och kontor i Peking, Bukarest, Nairobi, Singapore och Washington.
IWA har sina rötter i International Water Supply Association (IWSA), som bildades 1947, och International Water Quality Association (IAWQ), som ursprungligen bildades 1965 under namnet International Association for Water Pollution Research. De två organisationerna slogs samman 1999 och bildade IWA.
Publiceringsverksamheten omfattar Water21 (IWA:s medlemstidning) och ett brett utbud av tidskrifter, böcker, forskningsrapporter, handböcker för bästa praxis och onlinetjänster.